# Kultfilm
En kultfilm er en film, som er genstand for stor interesse og dyrkelse af en bestemt kreds af personer på grundlag af dens særlige kvaliteter, medvirkende, instruktører eller lignende.
Kultfilm kan ofte være film, som ikke fik den store succes ved premieren, men som over årene opnår kultstatus, således f.eks. det vel nok kendteste eksemplar i genren: The Rocky Horror Picture Show fra 1975.

## Subgenrer

### Mainstream kult
Eksempel på mainstream kultfilm er Star Wars-filmene og Star Trek-filmene, der er et spin-off af tv-serierne. Begge disse serier har svorne fans, der fx til biografpremierer klæder sig ud som personer fra filmuniverset.

### Midnatskultfilm
Midnatskultfilm er film, som er blevet populære ved biografernes midnatsforvisninger og her er The Rocky Horror Picture Show nok det bedst kendte eksempel. Af andre kan nævnes George A. Romeros Night of the Living Dead fra 1968, El Topo (1970) og Bloodsucking Freaks (1976).
Disse film ledsages ofte af ritualer, f.eks. at publikum møder op klædt ud som filmenes figurer.

### Camp/Kitch/Trash/Golden Turkeys/Bad Taste
Overlappende genrer, der udmærker sig ved, at de bevidst eller ubevidst ofte er meget dårligt lavet, er ufrivilligt komiske eller spiller på komikken i bevidst dårlige skuespilspræstationer, dårlige effekter, dårligt kamera- eller instruktørarbejde, skæve og sjove replikker, sære rekvisitter, stilbrud, kontinuitetsfejl eller gennemført dårlig smag. Eksempler på det er bl.a. Edward D. Wood jr.s film Plan 9 From Outer Space (1959), der er udnævnt til at være den dårligste film nogensinde, John Waters bad taste-film Pink Flamingos (1972), hvori den stærkt overvægtige transvestit Devine indtager hundeefterladenskaber og Fred Olen Rays bevidst parodiske horrorkomedie Hollywood Chainsaw Hookers, hvor der saves meget uægte udseende legemsdele kombineret med kultskuespillere som Michelle Bauer, Gunnar Hansen og Linnea Quigly.
En af de film der med nutidens øjne synes dybt komisk, er The Evil Dead (1981). Den nåede kultstatus på grund af sine flotte special effects. Succesen medførte, at der blev lavet flere opfølgere, henholdsvis Evil Dead II (1987) og Army of Darkness (1992).
I nyere tid har Tommy Wiseaus The Room fra 2003 opnået status som kultfilm. Filmen blev oprindeligt lanceret som et "melodrama", men filmens ukonventionelle fortælleteknik og skuespillerpræstationer gav hurtig filmen ry for at være en af de dårligste film nogensinde. Filmen har imidlertid opnået et publikum ved midnatsforestillinger i USA og Europa.

### Arthouse kult
Her finder vi f.eks. den franske instruktør Eric Rohmers film, der igennem mange år er blevet dyrket med veneration i bl.a. det århusianske studentermiljø. En ret almindlig opfattelse af Rohmers film kommer til udtryk i en Gene Hackman-replik i filmen Night Moves (1975): “Last time I saw a Rohmer-movie, it was like watching paint dry” (da. “Sidste gang jeg så en Rohmer-film, var det som at se maling tørre”). Andre medlemmer af denne kategori er film som Le rayon vert (1986), Pauline a la plage (1983) og Die Markise von O (1976).
I samme selskab finder vi den russiske instruktør Andrej Tarkovskij med film som den eksistentialistiske Vandringsmanden (Stalker) (1979).